# Cradle Will Rock
Cradle Will Rock es una película estadounidense de 1999, escrita y dirigida por Tim Robbins. Se estrenó el 18 de mayo de 1999 en el Festival de Cannes. En el Festival de Cine de Sitges recibió el premio Gran Angular a la mejor película y al mejor director.

## Argumento
La película se basa en la historia de la accidentada puesta en escena del musical The Cradle Will Rock escrito por Marc Blitzstein en 1937.
Durante los años 30, mientras los huelguistas reclamaban sus derechos laborales a lo largo del país, Nueva York vive una revolución cultural sin precedentes. Este es el trasfondo sobre el que se van a entrelazar las historias de varios personajes, reales y ficticios, entre los que se encuentra un joven Orson Welles, quien dirige el Grupo de Teatro Federal en una fallida producción de "The cradle will rock", que será cancelada en la víspera de su estreno por el ejército; Hallie Flanagan, directora del Federal Theatre Proyect de la Works Progress Administration, perseguida al ser sospechosa de tendencias comunistas por el Comité de Actividades Antiestadounidenses; alrededor de su figura se moverá su inseparable productor John Houseman; Nelson Rockefeller, a quien se le ocurre encargar un mural para su nuevo centro al izquierdista pintor mexicano Diego Rivera; o Margherita Sarfatti, la emisaria cultural de Mussolini, encargada de conseguir dinero para la causa fascista a cambio de obras de arte.
Las canciones y muchos de los diálogos son los originales de la obra de Blitztein. Los diálogos del Comité de Actividades Antiestadounidenses son también originales, basados en las actas de dicho organismo.

## Reparto
- Hank Azaria como Marc Blitzstein
- Jack Black como Sid
- Rubén Blades como Diego Rivera
- John Carpenter como William Randolph Hearst
- Corina Katt Ayala como Frida Kahlo
- Joan Cusack como Hazel Huffman
- John Cusack como Nelson Rockefeller
- Cary Elwes como John Houseman
- Kyle Gass como Larry
- Paul Giamatti como Carlo
- Philip Baker Hall como Gray Mathers
- Cherry Jones como Hallie Flanagan
- Angus Macfadyen como Orson Welles
- Bill Murray como Tommy Crickshaw
- Vanessa Redgrave como la condesa Constance LaGrange
- Susan Sarandon como Margherita Sarfatti
- Jamey Sheridan como John Adair
- Barbara Sukowa como Sophie Silvano
- John Turturro como Aldo Silvano
- Emily Watson como Olive Stanton

## Premios
| Fecha | Premio                                     | Categoría                               | Receptor(es) | Resultado |
| ----- | ------------------------------------------ | --------------------------------------- | ------------ | --------- |
| 1999  | National Board of Review                   | Special Filmmaking Achievement          |              | Ganadora  |
| 2000  | Premio Chlotrudis                          | Mejor actor de reparto                  | Bill Murray  | Nominada  |
| 2000  | Premio Chlotrudis                          | Mejor actriz de reparto                 | Cherry Jones | Nominada  |
| 2000  | Festival de Cine de Sitges                 | Premio Gran Angular a la mejor película |              | Ganadora  |
| 2000  | Festival de Cine de Sitges                 | Premio Gran Angular al mejor director   | Tim Robbins  | Ganador   |
| 2000  | Festival Internacional de Cine de Estambul | Premio del público (internacional)      |              | Ganadora  |